# Aubrey David
Aubrey David (Georgetown, 11 ottobre 1990) è un calciatore guyanese naturalizzato trinidadiano, difensore del CSD Municipal in prestito dall'Aucas.

## Statistiche

### Cronologia presenze e reti in nazionale
| Cronologia completa delle presenze e delle reti in nazionale ― Trinidad e Tobago | Cronologia completa delle presenze e delle reti in nazionale ― Trinidad e Tobago | Cronologia completa delle presenze e delle reti in nazionale ― Trinidad e Tobago | Cronologia completa delle presenze e delle reti in nazionale ― Trinidad e Tobago | Cronologia completa delle presenze e delle reti in nazionale ― Trinidad e Tobago | Cronologia completa delle presenze e delle reti in nazionale ― Trinidad e Tobago | Cronologia completa delle presenze e delle reti in nazionale ― Trinidad e Tobago | Cronologia completa delle presenze e delle reti in nazionale ― Trinidad e Tobago |
| Data                                                                             | Città                                                                            | In casa                                                                          | Risultato                                                                        | Ospiti                                                                           | Competizione                                                                     | Reti                                                                             | Note                                                                             |
| -------------------------------------------------------------------------------- | -------------------------------------------------------------------------------- | -------------------------------------------------------------------------------- | -------------------------------------------------------------------------------- | -------------------------------------------------------------------------------- | -------------------------------------------------------------------------------- | -------------------------------------------------------------------------------- | -------------------------------------------------------------------------------- |
| 29-2-2012                                                                        | North Sound                                                                      | Antigua e Barbuda                                                                | 0 – 4                                                                            | Trinidad e Tobago                                                                | Amichevole                                                                       | -                                                                                | 90’                                                                              |
| 16-11-2012                                                                       | Bacolet                                                                          | Trinidad e Tobago                                                                | 3 – 0                                                                            | Suriname                                                                         | Qual. Coppa dei Caraibi 2012                                                     | 1                                                                                |                                                                                  |
| 18-11-2012                                                                       | Bacolet                                                                          | Trinidad e Tobago                                                                | 1 – 0                                                                            | Cuba                                                                             | Qual. Coppa dei Caraibi 2012                                                     | -                                                                                |                                                                                  |
| 7-12-2012                                                                        | Saint John's                                                                     | Haiti                                                                            | 0 – 0                                                                            | Trinidad e Tobago                                                                | Coppa dei Caraibi 2012 - 1º turno                                                | -                                                                                |                                                                                  |
| 9-12-2012                                                                        | Saint John's                                                                     | Antigua e Barbuda                                                                | 2 – 0                                                                            | Trinidad e Tobago                                                                | Coppa dei Caraibi 2012 - 1º turno                                                | -                                                                                | 81’                                                                              |
| 11-12-2012                                                                       | Saint John's                                                                     | Trinidad e Tobago                                                                | 2 – 1                                                                            | Rep. Dominicana                                                                  | Coppa dei Caraibi 2012 - 1º turno                                                | -                                                                                | 40’                                                                              |
| 16-12-2012                                                                       | Saint John's                                                                     | Cuba                                                                             | 1 – 0 dts                                                                        | Trinidad e Tobago                                                                | Coppa dei Caraibi 2012 - Finale                                                  | -                                                                                |                                                                                  |
| 6-2-2013                                                                         | Couva                                                                            | Trinidad e Tobago                                                                | 0 – 2                                                                            | Perù                                                                             | Amichevole                                                                       | -                                                                                | 64’                                                                              |
| 26-3-2013                                                                        | Lima                                                                             | Perù                                                                             | 3 – 0                                                                            | Trinidad e Tobago                                                                | Amichevole                                                                       | -                                                                                |                                                                                  |
| 7-6-2013                                                                         | Tallinn                                                                          | Estonia                                                                          | 1 – 0                                                                            | Trinidad e Tobago                                                                | Amichevole                                                                       | -                                                                                |                                                                                  |
| 13-7-2013                                                                        | Miami                                                                            | Trinidad e Tobago                                                                | 0 – 2                                                                            | Haiti                                                                            | Gold Cup 2013 - 1º turno                                                         | -                                                                                | 61’                                                                              |
| 16-7-2013                                                                        | Houston                                                                          | Honduras                                                                         | 0 – 2                                                                            | Trinidad e Tobago                                                                | Gold Cup 2013 - 1º turno                                                         | -                                                                                | 79’                                                                              |
| 21-7-2013                                                                        | Atlanta                                                                          | Messico                                                                          | 1 – 0                                                                            | Trinidad e Tobago                                                                | Gold Cup 2013 - Quarti di finale                                                 | -                                                                                |                                                                                  |
| 5-9-2013                                                                         | Riad                                                                             | Trinidad e Tobago                                                                | 3 – 3                                                                            | Emirati Arabi Uniti                                                              | Amichevole                                                                       | -                                                                                | 52’                                                                              |
| 16-11-2013                                                                       | Montego Bay                                                                      | Giamaica                                                                         | 0 – 1                                                                            | Trinidad e Tobago                                                                | Amichevole                                                                       | -                                                                                |                                                                                  |
| 20-11-2013                                                                       | Port of Spain                                                                    | Trinidad e Tobago                                                                | 2 – 0                                                                            | Giamaica                                                                         | Amichevole                                                                       | -                                                                                |                                                                                  |
| 11-11-2014                                                                       | Montego Bay                                                                      | Curaçao                                                                          | 2 – 3                                                                            | Trinidad e Tobago                                                                | Coppa dei Caraibi 2014 - 1º turno                                                | -                                                                                |                                                                                  |
| 13-11-2014                                                                       | Montego Bay                                                                      | Trinidad e Tobago                                                                | 4 – 2                                                                            | Guyana francese                                                                  | Coppa dei Caraibi 2014 - 1º turno                                                | -                                                                                |                                                                                  |
| 18-11-2014                                                                       | Montego Bay                                                                      | Giamaica                                                                         | 0 – 0 dts (4 – 3 dtr)                                                            | Trinidad e Tobago                                                                | Coppa dei Caraibi 2014 - Finale                                                  | -                                                                                |                                                                                  |
| 16-11-2015                                                                       | Irbid                                                                            | Giordania                                                                        | 3 – 0                                                                            | Trinidad e Tobago                                                                | Amichevole                                                                       | -                                                                                |                                                                                  |
| 10-7-2015                                                                        | Chicago                                                                          | Trinidad e Tobago                                                                | 3 – 1                                                                            | Guatemala                                                                        | Gold Cup 2015 - 1º turno                                                         | -                                                                                |                                                                                  |
| 16-7-2015                                                                        | Charlotte                                                                        | Messico                                                                          | 4 – 4                                                                            | Trinidad e Tobago                                                                | Gold Cup 2015 - 1º turno                                                         | -                                                                                |                                                                                  |
| 5-9-2015                                                                         | Sandy                                                                            | Messico                                                                          | 3 – 3                                                                            | Trinidad e Tobago                                                                | Amichevole                                                                       | -                                                                                |                                                                                  |
| 9-10-2015                                                                        | Panama                                                                           | Panama                                                                           | 1 – 2                                                                            | Trinidad e Tobago                                                                | Amichevole                                                                       | -                                                                                | 70’                                                                              |
| 14-10-2015                                                                       | Port of Spain                                                                    | Trinidad e Tobago                                                                | 0 – 0                                                                            | Nicaragua                                                                        | Amichevole                                                                       | -                                                                                | 68’                                                                              |
| 25-3-2016                                                                        | Kingstown                                                                        | Saint Vincent e Grenadine                                                        | 2 – 3                                                                            | Trinidad e Tobago                                                                | Qual. Mondiali 2018                                                              | -                                                                                |                                                                                  |
| 30-3-2016                                                                        | Port of Spain                                                                    | Trinidad e Tobago                                                                | 6 – 0                                                                            | Saint Vincent e Grenadine                                                        | Qual. Mondiali 2018                                                              | -                                                                                |                                                                                  |
| 24-5-2016                                                                        | Lima                                                                             | Perù                                                                             | 4 – 0                                                                            | Trinidad e Tobago                                                                | Amichevole                                                                       | -                                                                                |                                                                                  |
| 28-5-2016                                                                        | Montevideo                                                                       | Uruguay                                                                          | 3 – 1                                                                            | Trinidad e Tobago                                                                | Amichevole                                                                       | -                                                                                |                                                                                  |
| 3-6-2016                                                                         | Qinhuangdao                                                                      | Cina                                                                             | 4 – 2                                                                            | Trinidad e Tobago                                                                | Amichevole                                                                       | -                                                                                |                                                                                  |
| 7-9-2016                                                                         | Jacksonville                                                                     | Stati Uniti                                                                      | 4 – 0                                                                            | Trinidad e Tobago                                                                | Qual. Mondiali 2018                                                              | -                                                                                |                                                                                  |
| 12-10-2016                                                                       | Fort-de-France                                                                   | Martinica                                                                        | 2 – 0 dts                                                                        | Trinidad e Tobago                                                                | Qual. Coppa dei Caraibi 2017                                                     | -                                                                                |                                                                                  |
| 12-11-2016                                                                       | Port of Spain                                                                    | Trinidad e Tobago                                                                | 0 – 2                                                                            | Costa Rica                                                                       | Qual. Mondiali 2018                                                              | -                                                                                |                                                                                  |
| 15-11-2016                                                                       | San Pedro Sula                                                                   | Trinidad e Tobago                                                                | 0 – 2                                                                            | Costa Rica                                                                       | Qual. Mondiali 2018                                                              | -                                                                                |                                                                                  |
| 28-12-2016                                                                       | Managua                                                                          | Nicaragua                                                                        | 2 – 1                                                                            | Trinidad e Tobago                                                                | Amichevole                                                                       | -                                                                                |                                                                                  |
| 4-1-2017                                                                         | Couva                                                                            | Trinidad e Tobago                                                                | 1 – 2 dts                                                                        | Suriname                                                                         | Qual. Coppa dei Caraibi 2017                                                     | -                                                                                |                                                                                  |
| 8-1-2017                                                                         | Couva                                                                            | Haiti                                                                            | 4 – 3 dts                                                                        | Trinidad e Tobago                                                                | Qual. Coppa dei Caraibi 2017                                                     | -                                                                                |                                                                                  |
| 28-3-2017                                                                        | Port of Spain                                                                    | Trinidad e Tobago                                                                | 0 – 1                                                                            | Messico                                                                          | Qual. Mondiali 2018                                                              | -                                                                                |                                                                                  |
| 13-6-2017                                                                        | San José                                                                         | Costa Rica                                                                       | 2 – 1                                                                            | Trinidad e Tobago                                                                | Qual. Mondiali 2018                                                              | -                                                                                |                                                                                  |
| 25-8-2017                                                                        | Port of Spain                                                                    | Trinidad e Tobago                                                                | 1 – 2                                                                            | Giamaica                                                                         | Amichevole                                                                       | -                                                                                |                                                                                  |
| 1-9-2017                                                                         | Port of Spain                                                                    | Trinidad e Tobago                                                                | 1 – 2                                                                            | Honduras                                                                         | Qual. Mondiali 2018                                                              | -                                                                                | 46’                                                                              |
| 15-11-2017                                                                       | Couva                                                                            | Trinidad e Tobago                                                                | 1 – 1                                                                            | Guyana                                                                           | Amichevole                                                                       | -                                                                                | 37’                                                                              |
| 6-9-2018                                                                         | Girona                                                                           | Trinidad e Tobago                                                                | 2 – 0                                                                            | Emirati Arabi Uniti                                                              | Amichevole                                                                       | -                                                                                |                                                                                  |
| 14-10-2018                                                                       | Suphanburi                                                                       | Thailandia                                                                       | 1 – 0                                                                            | Trinidad e Tobago                                                                | Amichevole                                                                       | -                                                                                | 76’                                                                              |
| 20-3-2019                                                                        | Wrexham                                                                          | Galles                                                                           | 1 – 0                                                                            | Trinidad e Tobago                                                                | Amichevole                                                                       | -                                                                                |                                                                                  |
| 19-6-2019                                                                        | Saint Paul                                                                       | Panama                                                                           | 2 – 0                                                                            | Trinidad e Tobago                                                                | Gold Cup 2019 - 1º turno                                                         | -                                                                                |                                                                                  |
| 23-6-2019                                                                        | Cleveland                                                                        | Stati Uniti                                                                      | 6 – 0                                                                            | Trinidad e Tobago                                                                | Gold Cup 2019 - 1º turno                                                         | -                                                                                |                                                                                  |
| 27-6-2019                                                                        | Kansas City                                                                      | Trinidad e Tobago                                                                | 1 – 1                                                                            | Guyana                                                                           | Gold Cup 2019 - 1º turno                                                         | -                                                                                |                                                                                  |
| 6-9-2019                                                                         | Fort-de-France                                                                   | Martinica                                                                        | 1 – 1                                                                            | Trinidad e Tobago                                                                | CONCACAF Nations League 2019-2020 - 1º turno                                     | -                                                                                |                                                                                  |
| 10-9-2019                                                                        | Port of Spain                                                                    | Trinidad e Tobago                                                                | 2 – 2                                                                            | Martinica                                                                        | CONCACAF Nations League 2019-2020 - 1º turno                                     | -                                                                                |                                                                                  |
| 15-10-2019                                                                       | Caracas                                                                          | Venezuela                                                                        | 2 – 0                                                                            | Trinidad e Tobago                                                                | Amichevole                                                                       | -                                                                                |                                                                                  |
| 10-11-2019                                                                       | Couva                                                                            | Trinidad e Tobago                                                                | 15 – 0                                                                           | Anguilla                                                                         | Amichevole                                                                       | -                                                                                |                                                                                  |
| 18-11-2019                                                                       | San Pedro Sula                                                                   | Honduras                                                                         | 4 – 0                                                                            | Trinidad e Tobago                                                                | CONCACAF Nations League 2019-2020 - 1º turno                                     | -                                                                                |                                                                                  |
| 26-3-2021                                                                        | San Cristóbal                                                                    | Trinidad e Tobago                                                                | 3 – 0                                                                            | Guyana                                                                           | Qual. Mondiali 2022                                                              | -                                                                                |                                                                                  |
| 28-3-2021                                                                        | Mayagüez                                                                         | Porto Rico                                                                       | 1 – 1                                                                            | Trinidad e Tobago                                                                | Qual. Mondiali 2022                                                              | -                                                                                |                                                                                  |
| 5-6-2021                                                                         | Nassau                                                                           | Bahamas                                                                          | 0 – 0                                                                            | Trinidad e Tobago                                                                | Qual. Mondiali 2022                                                              | -                                                                                |                                                                                  |
| 8-6-2021                                                                         | Santo Domingo                                                                    | Trinidad e Tobago                                                                | 2 – 0                                                                            | Saint Kitts e Nevis                                                              | Qual. Mondiali 2022                                                              | -                                                                                |                                                                                  |
| 3-7-2021                                                                         | Fort Lauderdale                                                                  | Trinidad e Tobago                                                                | 6 – 1                                                                            | Montserrat                                                                       | Gold Cup 2021 - Qualificazione                                                   | -                                                                                |                                                                                  |
| 6-7-2021                                                                         | Fort Lauderdale                                                                  | Trinidad e Tobago                                                                | 1 – 1 (8 - 7 dtr)                                                                | Guyana francese                                                                  | Gold Cup 2021 - Qualificazione                                                   | -                                                                                | 87’                                                                              |
| 11-7-2021                                                                        | Arlington                                                                        | Messico                                                                          | 0 – 0                                                                            | Trinidad e Tobago                                                                | Gold Cup 2021 - 1º turno                                                         | -                                                                                |                                                                                  |
| 15-7-2021                                                                        | Frisco                                                                           | Trinidad e Tobago                                                                | 0 – 2                                                                            | El Salvador                                                                      | Gold Cup 2021 - 1º turno                                                         | -                                                                                |                                                                                  |
| 19-7-2021                                                                        | Frisco                                                                           | Guatemala                                                                        | 1 – 1                                                                            | Trinidad e Tobago                                                                | Gold Cup 2021 - 1º turno                                                         | -                                                                                | 89’                                                                              |
| 25-3-2022                                                                        | Port of Spain                                                                    | Trinidad e Tobago                                                                | 9 – 0                                                                            | Barbados                                                                         | Amichevole                                                                       | -                                                                                |                                                                                  |
| 30-3-2022                                                                        | Port of Spain                                                                    | Trinidad e Tobago                                                                | 1 – 1                                                                            | Guyana                                                                           | Amichevole                                                                       | -                                                                                | 12’                                                                              |
| 4-6-2022                                                                         | Managua                                                                          | Nicaragua                                                                        | 2 – 1                                                                            | Trinidad e Tobago                                                                | CONCACAF Nations League 2022-2023 - 1º turno                                     | -                                                                                | 90’                                                                              |
| 7-6-2022                                                                         | Port of Spain                                                                    | Trinidad e Tobago                                                                | 1 – 0                                                                            | Bahamas                                                                          | CONCACAF Nations League 2022-2023 - 1º turno                                     | -                                                                                |                                                                                  |
| 10-6-2022                                                                        | Kingstown                                                                        | Saint Vincent e Grenadine                                                        | 0 – 2                                                                            | Trinidad e Tobago                                                                | CONCACAF Nations League 2022-2023 - 1º turno                                     | -                                                                                |                                                                                  |
| 14-6-2022                                                                        | Port of Spain                                                                    | Trinidad e Tobago                                                                | 4 – 1                                                                            | Saint Vincent e Grenadine                                                        | CONCACAF Nations League 2022-2023 - 1º turno                                     | -                                                                                |                                                                                  |
| 22-9-2022                                                                        | Chiang Mai                                                                       | Trinidad e Tobago                                                                | 1 – 2                                                                            | Tagikistan                                                                       | Amichevole                                                                       | -                                                                                |                                                                                  |
| 25-9-2022                                                                        | Chiang Mai                                                                       | Thailandia                                                                       | 2 – 1                                                                            | Trinidad e Tobago                                                                | Amichevole                                                                       | -                                                                                | 90’                                                                              |
| 24-3-2023                                                                        | Nassau                                                                           | Bahamas                                                                          | 0 – 3                                                                            | Trinidad e Tobago                                                                | CONCACAF Nations League 2022-2023 - 1º turno                                     | -                                                                                | 45’                                                                              |
| 27-3-2023                                                                        | Bacolet                                                                          | Trinidad e Tobago                                                                | 1 – 1                                                                            | Nicaragua                                                                        | CONCACAF Nations League 2022-2023 - 1º turno                                     | -                                                                                |                                                                                  |
| 28-6-2023                                                                        | Saint Louis                                                                      | Giamaica                                                                         | 4 – 1                                                                            | Trinidad e Tobago                                                                | Gold Cup 2023 - 1º turno                                                         | -                                                                                | 46’                                                                              |
| 7-9-2023                                                                         | Port of Spain                                                                    | Trinidad e Tobago                                                                | 1 – 0                                                                            | Antille Olandesi                                                                 | CONCACAF Nations League 2023-2024 - 1º turno                                     | -                                                                                | cap.                                                                             |
| 10-9-2023                                                                        | San Salvador                                                                     | El Salvador                                                                      | 2 – 3                                                                            | Trinidad e Tobago                                                                | CONCACAF Nations League 2023-2024 - 1º turno                                     | -                                                                                | cap.                                                                             |
| 13-10-2023                                                                       | Port of Spain                                                                    | Trinidad e Tobago                                                                | 3 – 2                                                                            | Guatemala                                                                        | CONCACAF Nations League 2023-2024 - 1º turno                                     | -                                                                                | cap. 65’                                                                         |
| 17-10-2023                                                                       | Willemstad                                                                       | Curaçao                                                                          | 5 – 3                                                                            | Trinidad e Tobago                                                                | CONCACAF Nations League 2022-2023 - 1º turno                                     | -                                                                                | cap.                                                                             |
| 16-11-2023                                                                       | Austin                                                                           | Stati Uniti                                                                      | 3 – 0                                                                            | Trinidad e Tobago                                                                | CONCACAF Nations League 2023-2024 - Quarti di finale                             | -                                                                                | cap.                                                                             |
| 20-11-2023                                                                       | Port of Spain                                                                    | Trinidad e Tobago                                                                | 2 – 1                                                                            | Stati Uniti                                                                      | CONCACAF Nations League 2023-2024 - Quarti di finale                             | -                                                                                | cap.                                                                             |
| 23-3-2024                                                                        | Frisco                                                                           | Canada                                                                           | 2 – 0                                                                            | Trinidad e Tobago                                                                | CONCACAF Nations League 2023-2024 - Play-off                                     | -                                                                                | cap. 5’                                                                          |
| 5-6-2024                                                                         | Port of Spain                                                                    | Trinidad e Tobago                                                                | 2 – 2                                                                            | Grenada                                                                          | Qual. Mondiali 2026                                                              | -                                                                                | cap.                                                                             |
| 8-6-2024                                                                         | Basseterre                                                                       | Bahamas                                                                          | 1 – 7                                                                            | Trinidad e Tobago                                                                | Qual. Mondiali 2026                                                              | -                                                                                | cap.                                                                             |
| 6-9-2024                                                                         | Tegucigalpa                                                                      | Honduras                                                                         | 4 – 0                                                                            | Trinidad e Tobago                                                                | CONCACAF Nations League 2024-2025 - 1º turno                                     | -                                                                                | cap.                                                                             |
| 10-9-2024                                                                        | Bacolet                                                                          | Trinidad e Tobago                                                                | 0 – 0                                                                            | Guyana francese                                                                  | CONCACAF Nations League 2024-2025 - 1º turno                                     | -                                                                                | cap.                                                                             |
| 10-10-2024                                                                       | Santiago di Cuba                                                                 | Cuba                                                                             | 2 – 2                                                                            | Trinidad e Tobago                                                                | CONCACAF Nations League 2024-2025 - 1º turno                                     | -                                                                                | cap.                                                                             |
| 14-10-2024                                                                       | Bacolet                                                                          | Trinidad e Tobago                                                                | 3 – 1                                                                            | Cuba                                                                             | CONCACAF Nations League 2024-2025 - 1º turno                                     | -                                                                                | cap.                                                                             |
| 17-12-2024                                                                       | Riad                                                                             | Arabia Saudita                                                                   | 3 – 1                                                                            | Trinidad e Tobago                                                                | Amichevole                                                                       | -                                                                                | cap. 60’                                                                         |
| Totale                                                                           |                                                                                  | Presenze                                                                         | 87                                                                               |                                                                                  | Reti                                                                             | 1                                                                                |                                                                                  |

| Cronologia completa delle presenze e delle reti in nazionale ― Guyana | Cronologia completa delle presenze e delle reti in nazionale ― Guyana | Cronologia completa delle presenze e delle reti in nazionale ― Guyana | Cronologia completa delle presenze e delle reti in nazionale ― Guyana | Cronologia completa delle presenze e delle reti in nazionale ― Guyana | Cronologia completa delle presenze e delle reti in nazionale ― Guyana | Cronologia completa delle presenze e delle reti in nazionale ― Guyana | Cronologia completa delle presenze e delle reti in nazionale ― Guyana |
| Data                                                                  | Città                                                                 | In casa                                                               | Risultato                                                             | Ospiti                                                                | Competizione                                                          | Reti                                                                  | Note                                                                  |
| --------------------------------------------------------------------- | --------------------------------------------------------------------- | --------------------------------------------------------------------- | --------------------------------------------------------------------- | --------------------------------------------------------------------- | --------------------------------------------------------------------- | --------------------------------------------------------------------- | --------------------------------------------------------------------- |
| 18-5-2012                                                             | Montego Bay                                                           | Giamaica                                                              | 1 – 0                                                                 | Guyana                                                                | Amichevole                                                            | -                                                                     |                                                                       |
| 20-5-2012                                                             | Panama                                                                | Panama                                                                | 2 – 0                                                                 | Guyana                                                                | Amichevole                                                            | -                                                                     | 35’                                                                   |
| Totale                                                                |                                                                       | Presenze                                                              | 2                                                                     |                                                                       | Reti                                                                  | 0                                                                     |                                                                       |

## Palmarès

### Competizioni nazionali
- Lamar Hunt U.S. Open Cup: 1

FC Dallas: 2016
- MLS Supporters' Shield: 1

FC Dallas: 2016

### Competizioni internazionali
- CONCACAF League: 1

Saprissa: 2019